# Fernando Pessoa
Fernando António Nogueira Pessoa (13. června 1888 Lisabon — 30. listopadu 1935 tamtéž), známý častěji jako Fernando Pessoa, byl portugalský spisovatel a básník.
Pessoa je vedle Luíse de Camões považován za největšího portugalského básníka; někteří kritici (např. Harold Bloom) jej řadí mezi nejreprezentativnější básníky 20. století. Pessoa prožil dětství a část mládí v jihoafrickém Durbanu, kde se mu dostalo vzdělání v angličtině; angličtina tak byla vedle portugalštiny Pessoovým druhým literárním jazykem.
Fernando Pessoa byl v občanském životě nenápadným korespondentem několika lisabonských firem. Za svého života nepublikoval téměř nic. Své básnické dílo napsal pod mnoha jmény, které nejsou prostými pseudonymy, nýbrž, jak Pessoa sám napsal, heteronymy: Álvaro de Campos, Ricardo Reis a Alberto Caeiro byli obyvateli Pessoova vnitřního světa, vzniklými fragmentárností Pessoovy osobnosti, kterou básník pociťoval od dětských let. Pessoa byl také zednářem a vyznavačem mystického portugalského vlastenectví (sebastianismu).

## Dílo